# Крупин, Юрий Николаевич
Юрий Николаевич Крупин (6 января 1941, Горький — 26 апреля 1971, Горьковская область) — советский хоккеист, нападающий. Мастер спорта СССР (1964).

## Биография
Начинал играть в горьковском «Динамо». В 1960 году по приглашению Дмитрия Богинова перешёл в «Торпедо». Провёл в команде шесть сезонов в чемпионате СССР. Сезон 1965/66 начался для «Торпедо» неудачно, и Крупин был дисквалифицирован из-за нарушения дисциплины и злоупотребления алкоголем.
Вернуться в хоккей не смог и стал работать слесарем по газовому оборудованию в газохозяйственной сфере. Погиб на работах в Горьковской области в 30-летнем возрасте.
Похоронен на Бугровском кладбище.

### Семья
В 1963 году женился на чемпионке РСФСР по парусному спорту Ирине Коптеловой, с которой вскоре развёлся. Дочь Алла Наумова. Её дочь Ирина Владимировна Наумова — мастер спорта по художественной гимнастике. Тренер в Москве вместе с Еленой Посевиной.
Старший брат Станислав (1939—2007) также хоккеист.